# Divisa Nova
Divisa Nova (literalmente Divisa Nueva) es un municipio brasileño del estado de Minas Gerais. Se localiza a una latitud 21º30'40" sur y a una longitud 46º11'45" oeste y a una altitud de 877 metros. Su población estimada en 2004 era de 5.858 habitantes.
Posee un área de 216,697 km².

## Iglesia Católica
El municipio pertenece a la Diócesis de Guaxupé.

## Ligação externa
- Jornal Divisa Archivado el 10 de diciembre de 2021 en Wayback Machine.